# Bathybiaster vexillifer
Bathybiaster vexillifer är en sjöstjärneart som först beskrevs av W. Thomson 1873.  Bathybiaster vexillifer ingår i släktet Bathybiaster och familjen kamsjöstjärnor. Inga underarter finns listade i Catalogue of Life.